# Kruidenierswaren

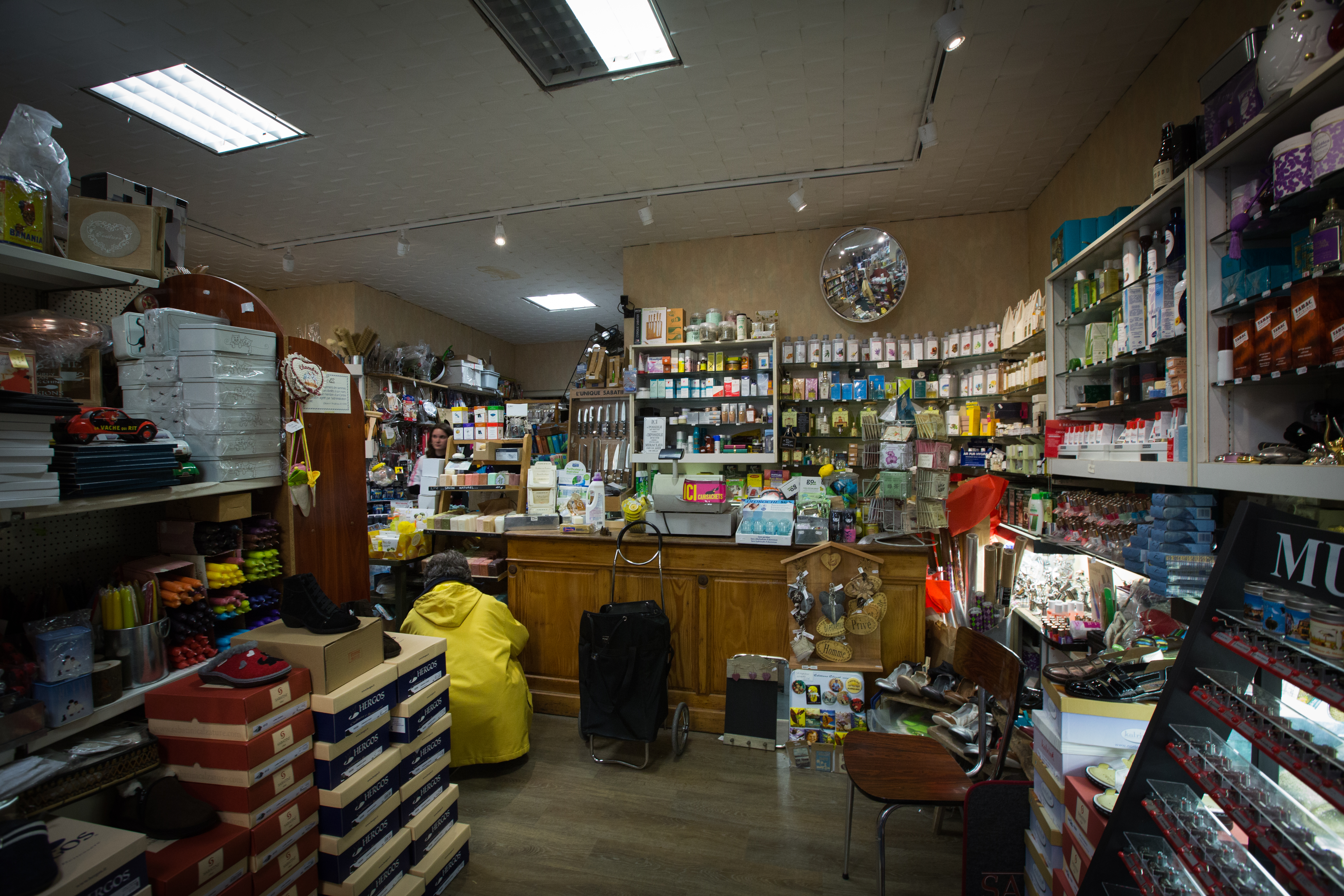
Winkel in kruidenierswaren, Straatsburg

Kruidenierswaren waren oorspronkelijk de goederen die bij een kruidenier konden worden gekocht. Het betrof houdbare voedingsmiddelen zoals suiker, en verduurzaamde voedingsmiddelen (comestibles), zoals stroop. Tot de kruiden behoorden inlandse kruiden zoals anijs, en specerijen (koloniale waren) zoals peper. Daarnaast werden ook niet-eetbare producten verkocht zoals kaarsen, zeep, blauwsel, stijfsel, lampolie en dergelijke. De oude naam grutterswaren komt nog van de grutten die eveneens werden verkocht. Deze benaming heeft nog lang voortgeleefd in de kruideniersketen De Gruyter.
De kruidenierswaren werden aangeleverd in grootverpakkingen zoals jute zakken en vaten. De klant kreeg hiervan een afgemeten hoeveelheid in een papieren zak of in zelf meegebracht vaatwerk. Geleidelijk aan verschenen er steeds meer producten die in kleinverpakking werden verhandeld.

## Supermarkt
In de tweede helft van de 20e eeuw kwamen de supermarkten op. Deze hebben onder meer een afdeling kruidenierswaren met producten die langer houdbaar zijn. De afdeling kruidenierswaren wordt opgedeeld in de voedingswaren en de overige producten.
Voedingswaren omvat de volgende groepen:
- koffie en thee
- snoepgoed
- koek
- ontbijtvervangers zoals cornflakes en ontbijtkoek
- houdbaar brood
- bakproducten
- dieetproducten
- broodbeleg
- wereldgerechten zoals nasi en sambal
- pastagerechten zoals macaroni
- soep en producten bestemd voor soepen, bijvoorbeeld maggi
- babyvoeding
- houdbare melkproducten
- frisdrank
- vruchtensappen in pak
- alcoholische dranken zoals wijn en bier
- chips
- zoutjes
- suiker
- groentenconserven
- visconserven, zoals tonijn in blik
- vruchtenconserven, zoals ananas in blik
- vleesconserven.

De overige producten bestaan uit:
- cosmetica
- diervoeding
- tijdschriften
- babyspullen, bijvoorbeeld luiers
- schoonmaakmiddelen, zoals allesreiniger
- schoonmaakmiddelen, zoals sponzen
- rook- en tabakswaren
- wasmiddelen
- plastics, zoals plastic zakjes en vuilniszakken
- papierwaren, zoals toiletpapier